# The Fat Duck
Pour les articles homonymes, voir Fat et Duck.
The Fat Duck est un restaurant situé dans le village de Bray, dans le Berkshire, à l'ouest de Londres. 
The Fat Duck possède trois étoiles dans le guide Michelin, et a été nommé meilleur restaurant du monde en 2005, et deuxième meilleur restaurant du monde en 2006 et en 2007 par la revue Restaurant. 
Son chef, Heston Blumenthal, propose des plats très inattendus qui lui ont valu l'attention des professionnels et des médias grands publics. 
Deux de ses anciens cuisiniers, Chris Young et Maxime Bilet, sont avec Nathan Myhrvold, les coauteurs du livre de cuisine Modernist Cuisine.

## Site officiel
- The Fat Duck